# 瓊·洛夫喬伊
瓊·洛夫喬伊（June Lovejoy，1996年2月14日—），美國出身的AV女優。所屬事務所是Prime Agency株式會社。

## 簡歷
2020年1月在AV界出道。
2021年2月於月刊FANZA發表的「このAV女優がすごい!2021冬」獲得第3名。
2021年5月被週刊Playboy選為「次世代美巨尻AV女優ベスト10」。在評論中被稱為「尻番長」。

## 人物
出身於美國加利福尼亞州。
興趣是宝可梦和讀書，擅長翻譯（英語）、攝影和口譯。
從2018年開始定居在日本並找工作。

## 外部連結
- June Lovejoy Official Website
- June Lovejoy ジューン•ラブジョイ的Facebook專頁
- June Lovejoy ジューン•ラブジョイ的X（前Twitter）（2019年11月7日 - ）
- June Lovejoy的Instagram帳戶
- YouTube上的ジューン・ラブジョイwith Love&Joy頻道
- June Lovejoy的Twitch频道